# Municipio de Luce
El municipio de Luce (en inglés: Luce Township) es un municipio ubicado en el condado de Spencer en el estado estadounidense de Indiana. En el año 2010 tenía una población de 2572 habitantes y una densidad poblacional de 18,63 personas por km².

## Geografía
El municipio de Luce se encuentra ubicado en las coordenadas 37°54′46″N 87°12′3″O / 37.91278, -87.20083. Según la Oficina del Censo de los Estados Unidos, el municipio tiene una superficie total de 138.09 km², de la cual 137,59 km² corresponden a tierra firme y (0,36 %) 0,49 km² es agua.

## Demografía
Según el censo de 2010, había 2572 personas residiendo en el municipio de Luce. La densidad de población era de 18,63 hab./km². De los 2572 habitantes, el municipio de Luce estaba compuesto por el 98,29 % blancos, el 0,12 % eran afroamericanos, el 0,39 % eran amerindios, el 0,27 % eran asiáticos, el 0,31 % eran de otras razas y el 0,62 % eran de una mezcla de razas. Del total de la población el 0,86 % eran hispanos o latinos de cualquier raza.